# Susenii Bârgăului, Bistrița-Năsăud
Susenii Bârgăului este un sat în comuna Prundu Bârgăului din județul Bistrița-Năsăud, Transilvania, România.

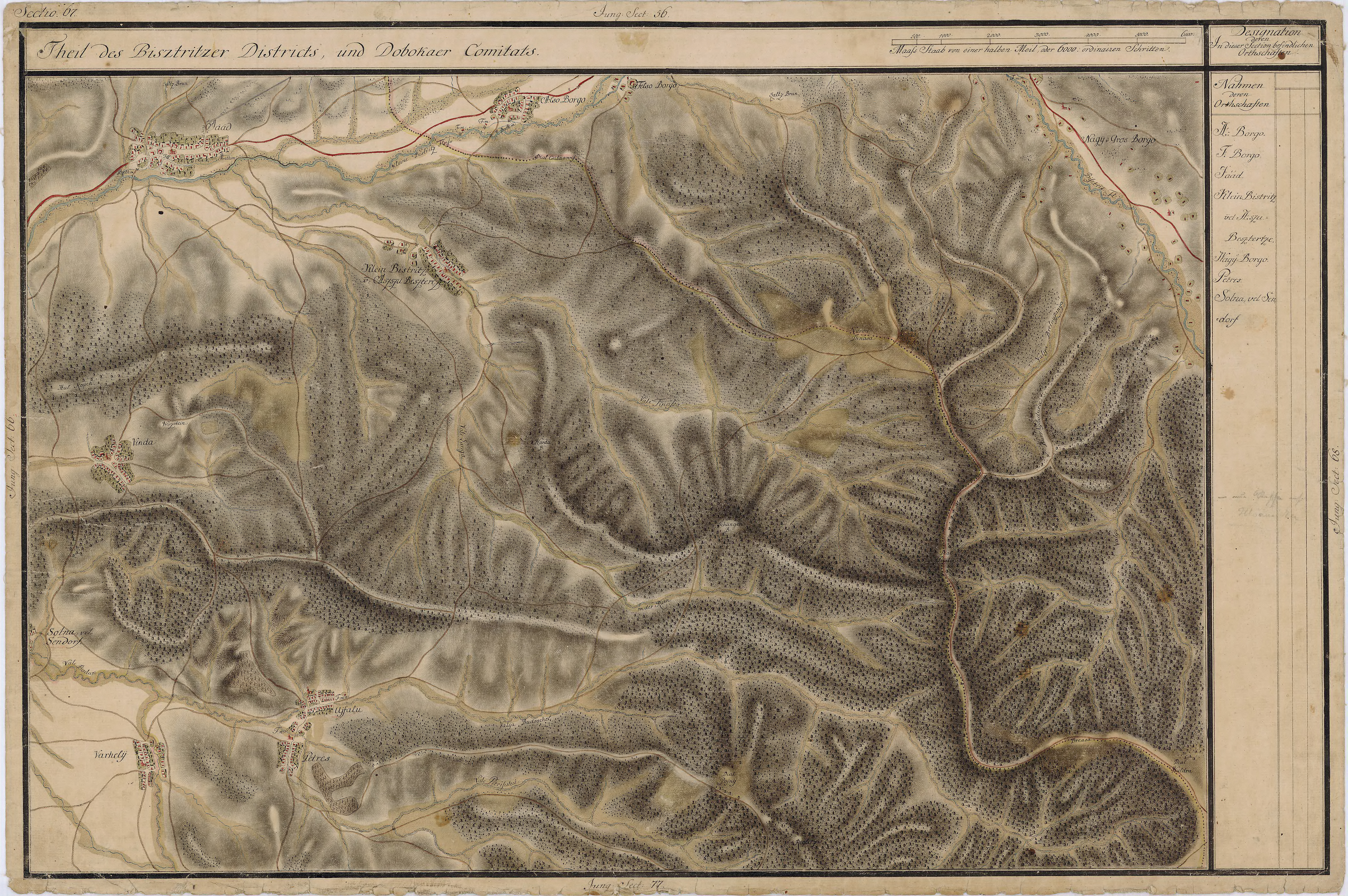
Susenii Bârgăului în Harta Iosefină a Transilvaniei, 1769-73